# Bernhard Löschenkohl
Bernhard Löschenkohl (* 19. März 1911 in Blankenese) war ein deutscher Journalist, Romanautor und Nationalsozialist.

## Leben
Bernhard Löschenkohl trat zum 1. August 1932 der NSDAP bei (Mitgliedsnummer 1.272.577) und war Unterstützer der SA. Nachdem Löschenkohl ein Volontariat bei der Deutschen Allgemeinen Zeitung absolviert hatte, ging er als Lokalredakteur zur nationalsozialistischen Zeitung Hamburger Tageblatt, bei dem er 1939 Chef vom Dienst wurde. Nachdem er zwischen 1937 und 1939 Anwärter der Allgemeinen SS gewesen war, nahm man ihn im Oktober 1944 in die Waffen-SS auf, womit er zum Kriegsdienst verpflichtet war.
Nach dem Ende des Zweiten Weltkriegs wurde ihm journalistische Tätigkeit untersagt, bis er im Jahr 1949 entlastet und sein Berufsverbot aufgehoben wurde. Allerdings durfte er weiterhin keine leitende Position mehr einnehmen und so wurde er Romanautor bei der Hörzu.

## Werke (Auswahl)
- Die deutschen Gaue seit der Machtergreifung Berlin. Junker und Dünnhaupt 1941.
- Hamburg. Junker und Dünnhaupt 1941.
- Himmelfahrtskommando. Verlag Wancura 1959.